# Merge sort
O merge sort, ou ordenação por mistura, é um exemplo de algoritmo de ordenação por comparação do tipo dividir-para-conquistar.
Sua ideia básica consiste em Dividir (o problema em vários subproblemas e resolver esses subproblemas através da recursividade) e Conquistar (após todos os subproblemas terem sido resolvidos ocorre a conquista que é a união das resoluções dos subproblemas).

## Características

### Algoritmo
Os três passos úteis dos algoritmos de divisão e conquista, ou divide and conquer, que se aplicam ao merge sort são:
1. Dividir: Calcula o ponto médio do sub-arranjo, o que demora um tempo constante {\displaystyle \Theta (1)};
2. Conquistar: Recursivamente resolve dois subproblemas, cada um de tamanho n/2, o que contribui com {\displaystyle 2T(n/2)} para o tempo de execução;
3. Combinar: Unir os sub-arranjos em um único conjunto ordenado, que leva o tempo {\displaystyle \Theta (n)}

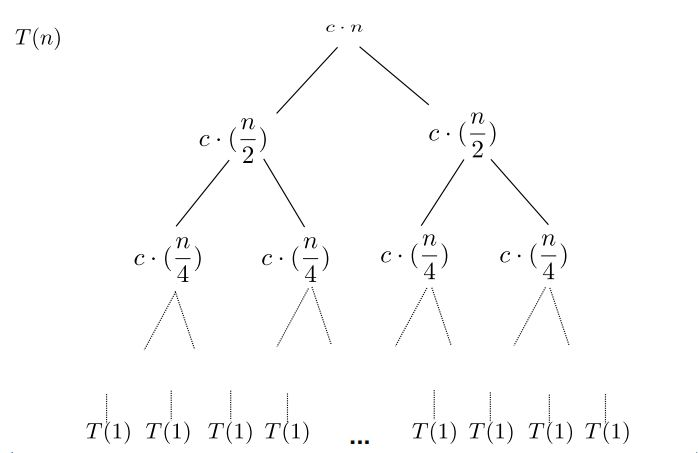
Árvore de recursão

{\displaystyle T(n)={\begin{cases}\Theta (1),&{\text{se }}n{\text{  = 1}}\\2T(n/2)+\Theta (n),&{\text{se }}n>{\text{ 1}}\end{cases}}}

### Complexidade
- Complexidade de tempo: {\displaystyle \Theta (n\log _{2}n)}.
- Complexidade de espaço: {\displaystyle \Theta (n)}.

### Demonstração da complexidade de tempo
{\displaystyle T(n)={\begin{cases}\Theta (1),&{\text{se }}n{\text{  = 1}}\\2T(n/2)+\Theta (n),&{\text{se }}n>{\text{ 1}}\end{cases}}}
{\displaystyle {\begin{array}{l}T(n)={2^{1}}.T\left({\frac {n}{2^{1}}}\right)+1.n\\T(n)={2^{1}}.\left({2.T\left({\frac {n}{2^{2}}}\right)+{\frac {n}{2}}}\right)+n={2^{2}}.T\left({\frac {n}{2^{2}}}\right)+2.n\\T(n)={2^{2}}.\left({2.T\left({\frac {n}{2^{3}}}\right)+{\frac {n}{4}}}\right)+2.n={2^{3}}.T\left({\frac {n}{2^{3}}}\right)+3.n\\\quad \vdots \\T(n)={2^{h-1}}.\left({2.T\left({\frac {n}{2^{h}}}\right)+{\frac {n}{2^{h-1}}}}\right)+h.n={2^{h}}.T\left({\frac {n}{2^{h}}}\right)+h.n\end{array}}}
Para que {\displaystyle T(1)=T\left({\frac {n}{n}}\right)=\Theta (1)} teremos que fazer com que {\displaystyle {2^{h}}=n\Rightarrow \lg {2^{h}}=\lg n\Rightarrow h=\lg n}
Então:
{\displaystyle T(n)={2^{h}}.T\left({\frac {n}{2^{h}}}\right)+n.h=n.T\left({\frac {n}{n}}\right)+n.\lg n=n.T\left(1\right)+n.\lg n=n.\Theta (1)+n.\lg n=\Theta (n.\lg n)}

## Comparação com outros algoritmos de ordenação por comparação
Em comparação a outros algoritmos de divisão e conquista, como o Quicksort, o Merge apresenta a mesma complexidade. Já em comparação a algoritmos mais básicos de ordenação por comparação e troca (bubble, insertion e selection sort), o Merge é mais rápido e eficiente quando é utilizado sobre uma grande quantidade de dados. Para entradas pequenas os algoritmos de ordenação por comparação mais básicos são pró-eficientes.
Abaixo uma tabela para comparação:
| Algoritmo      | Tempo                          | Tempo                          | Tempo                          |
| -------------- | ------------------------------ | ------------------------------ | ------------------------------ |
|                | Melhor                         | Médio                          | Pior                           |
| Merge sort     | {\displaystyle O(n\log _{2}n)} | {\displaystyle O(n\log _{2}n)} | {\displaystyle O(n\log _{2}n)} |
| Quick sort     | {\displaystyle O(n\log n)}     | {\displaystyle O(n\log n)}     | {\displaystyle O(n^{2})}       |
| Bubble sort    | {\displaystyle O(n)}           | {\displaystyle O(n^{2})}       | {\displaystyle O(n^{2})}       |
| Insertion sort | {\displaystyle O(n)}           | {\displaystyle O(n^{2})}       | {\displaystyle O(n^{2})}       |
| Selection sort | {\displaystyle O(n^{2})}       | {\displaystyle O(n^{2})}       | {\displaystyle O(n^{2})}       |

A sua eficiência é a mesma para melhor, pior e caso médio,  independentemente de como os dados do array estão organizados a ordenação será eficaz.
Obs.: O Bubble sort apresenta melhor caso como {\displaystyle O(n)}porque o algoritmo pode ser modificado de forma que, se a lista já estiver ordenada, basta apenas uma verificação básica que custa {\displaystyle O(n)}. O Quick sort pode atingir um tempo de {\displaystyle O(n^{2})}em um caso específico quando o particionamento é desequilibrado.

## Observações

Exemplo de execução do merge sort.

- É possível implementar o merge sort utilizando somente um vetor auxiliar ao longo de toda a execução, tornando assim a complexidade de espaço adicional igual a {\displaystyle \Theta (n\log n)}.
- É um algoritmo estável na maioria das implementações, em que elas podem ser iterativas ou recursivas.
- É possível também implementar o algoritmo com espaço adicional {\displaystyle \Theta (1)}.
- Algoritmo Criado por Von Neumann em 1945.

### Desvantagens
- Utiliza funções recursivas;
- Gasto extra de memória. O algoritmo cria uma cópia do vetor para cada nível da chamada recursiva, totalizando um uso adicional de memória igual a {\displaystyle O(n\log n)}.

### Pseudocódigo
```
função mergesort (vetor a)
     se (n == 1) retornar a

     vetor l1 = a[0] ... a[n/2]
     vetor l2 = a[n/2 + 1] ... a[n]

     l1 = mergesort(l1)
     l2 = mergesort(l2)

     retornar mesclar(l1, l2)
fim da função mergesort

função mesclar (vetor a, vetor b)
     vetor c

     enquanto (a e b têm elementos)
          if (a[0] > b[0])
               adicionar b[0] ao final de c
               remover b[0] de b
          senão
               adicionar a[0] ao final de c
               remover a[0] de a
     enquanto (a tem elementos)
          adicionar a[0] ao final de c
          remover a[0] de a
     enquanto (b tem elementos)
          adicionar b[0] ao final de c
          remover b[0] de b
     retornar c
fim da função mesclar
```

### Código em C
```
void
 
merge
(
int
 
vetor
[],
 
int
 
comeco
,
 
int
 
meio
,
 
int
 
fim
)
 
{

    
int
 
com1
 
=
 
comeco
,
 
com2
 
=
 
meio
+
1
,
 
comAux
 
=
 
0
,
 
tam
 
=
 
fim
-
comeco
+
1
;

    
int
 
*
vetAux
;

    
vetAux
 
=
 
(
int
*
)
malloc
(
tam
 
*
 
sizeof
(
int
));

    
while
(
com1
 
<=
 
meio
 
&&
 
com2
 
<=
 
fim
){

        
if
(
vetor
[
com1
]
 
<
 
vetor
[
com2
])
 
{

            
vetAux
[
comAux
]
 
=
 
vetor
[
com1
];

            
com1
++
;

        
}
 
else
 
{

            
vetAux
[
comAux
]
 
=
 
vetor
[
com2
];

            
com2
++
;

        
}

        
comAux
++
;

    
}

    
while
(
com1
 
<=
 
meio
){
  
//Caso ainda haja elementos na primeira metade

        
vetAux
[
comAux
]
 
=
 
vetor
[
com1
];

        
comAux
++
;

        
com1
++
;

    
}

    
while
(
com2
 
<=
 
fim
)
 
{
   
//Caso ainda haja elementos na segunda metade

        
vetAux
[
comAux
]
 
=
 
vetor
[
com2
];

        
comAux
++
;

        
com2
++
;

    
}

    
for
(
comAux
 
=
 
comeco
;
 
comAux
 
<=
 
fim
;
 
comAux
++
){
    
//Move os elementos de volta para o vetor original

        
vetor
[
comAux
]
 
=
 
vetAux
[
comAux
-
comeco
];

    
}

    

    
free
(
vetAux
);

}

void
 
mergeSort
(
int
 
vetor
[],
 
int
 
comeco
,
 
int
 
fim
){

    
if
 
(
comeco
 
<
 
fim
)
 
{

        
int
 
meio
 
=
 
(
fim
+
comeco
)
/
2
;

        
mergeSort
(
vetor
,
 
comeco
,
 
meio
);

        
mergeSort
(
vetor
,
 
meio
+
1
,
 
fim
);

        
merge
(
vetor
,
 
comeco
,
 
meio
,
 
fim
);

    
}

}

```

### Implementação em C++
```
void
 
merge
(
int
 
*
saida
,
 
int
 
*
auxiliar
,
 
int
 
inicio
,
 
int
 
meio
,
 
int
 
fim
){

    
int
 
i
,
 
j
,
 
k
;

    
i
 
=
 
inicio
;

    
j
 
=
 
meio
 
+
 
1
;

    
k
 
=
 
inicio
;

    
while
(
i
 
<=
 
meio
 
&&
 
j
 
<=
 
fim
){

        
if
(
auxiliar
[
i
]
 
<
 
auxiliar
[
j
]){

            
saida
[
k
]
 
=
 
auxiliar
[
i
];

            
i
++
;

        
}

        
else
{

            
saida
[
k
]
 
=
 
auxiliar
[
j
];

            
j
++
;

        
}

        
k
++
;

    
}

    
while
(
i
 
<=
 
meio
){

        
saida
[
k
]
 
=
 
auxiliar
[
i
];

        
i
++
;

        
k
++
;

    
}

    
while
(
j
 
<=
 
fim
){

        
saida
[
k
]
 
=
 
auxiliar
[
j
];

        
j
++
;

        
k
++
;

    
}

    
//Copia os elementos que foram ordenados para o auxiliar

    
for
(
int
 
p
 
=
 
inicio
;
 
p
 
<=
 
fim
;
 
p
++
)

        
auxiliar
[
p
]
 
=
 
saida
 
[
p
];

}

void
 
mergeSort
(
int
 
*
saida
,
 
int
 
*
auxiliar
,
 
int
 
inicio
,
 
int
 
fim
){

    
if
(
inicio
 
<
 
fim
){

        
int
 
meio
 
=
 
(
inicio
 
+
 
fim
)
 
/
 
2
;

        
mergeSort
(
saida
,
 
auxiliar
,
 
inicio
,
 
meio
);

        
mergeSort
(
saida
,
 
auxiliar
,
 
meio
 
+
 
1
,
 
fim
);

        
merge
(
saida
,
 
auxiliar
,
 
inicio
,
 
meio
,
 
fim
);

    
}

}

```

Outra implementação em C++:
```
void
 
Juntar
(
int
 
vetor
[],
 
int
 
ini
,
 
int
 
meio
,
 
int
 
fim
,
 
int
 
vetAux
[])
 
{

    
int
 
esq
 
=
 
ini
;

    
int
 
dir
 
=
 
meio
;

    
for
 
(
int
 
i
 
=
 
ini
;
 
i
 
<
 
fim
;
 
++
i
)
 
{

        
if
 
((
esq
 
<
 
meio
)
 
and
 
((
dir
 
>=
 
fim
)
 
or
 
(
vetor
[
esq
]
 
<
 
vetor
[
dir
])))
 
{

            
vetAux
[
i
]
 
=
 
vetor
[
esq
];

            
++
esq
;

        
}

        
else
 
{

            
vetAux
[
i
]
 
=
 
vetor
[
dir
];

            
++
dir
;

        
}

    
}

    
//copiando o vetor de volta

    
for
 
(
int
 
i
 
=
 
ini
;
 
i
 
<
 
fim
;
 
++
i
)
 
{

        
vetor
[
i
]
 
=
 
vetAux
[
i
];

    
}

}

void
 
MergeSort
(
int
 
vetor
[],
 
int
 
inicio
,
 
int
 
fim
,
 
int
 
vetorAux
[])
 
{

    
if
 
((
fim
 
-
 
inicio
)
 
<
 
2
)
 
return
;

    

    
int
 
meio
 
=
 
((
inicio
 
+
 
fim
)
/
2
);

    
MergeSort
(
vetor
,
 
inicio
,
 
meio
,
 
vetorAux
);

    
MergeSort
(
vetor
,
 
meio
,
 
fim
,
 
vetorAux
);

    
Juntar
(
vetor
,
 
inicio
,
 
meio
,
 
fim
,
 
vetorAux
);

}

void
 
MergeSort
(
int
 
vetor
[],
 
int
 
tamanho
)
 
{
 
//função que o usuario realmente chama

    
//criando vetor auxiliar

    
int
 
vetorAux
[
tamanho
];

    
MergeSort
(
vetor
,
 
0
,
 
tamanho
,
 
vetorAux
);

}

```

### Código em Java
```
public
 
class
 
WikiMerge
<
T
 
extends
 
Comparable
<
T
>>
{

	 
/**

	* Método que recebe um array de inteiros e dois inteiros referentes ao início e ao fim

	* da ordenação desse array, o que nos garante o poder de escolher uma faixa do array

	* para ser ordenado.

	*

	* @param array

	* @param indiceInicio

	* @param indiceFim

	*/

	
public
 
void
 
ordena
(
T
[]
 
array
,
 
int
 
indiceInicio
,
 
int
 
indiceFim
)
 
{

		
// Condicional que verifica a validade dos parâmetros passados.

		
if
 
(
array
 
!=
 
null
 
&&
 
indiceInicio
 
<
 
indiceFim
 
&&
 
indiceInicio
 
>=
 
0
 
&&

		 
indiceFim
 
<
 
array
.
length
 
&&
 
array
.
length
 
!=
 
0
)
 
{

			
int
 
meio
 
=
 
((
indiceFim
 
+
 
indiceInicio
)
 
/
 
2
);

			
ordena
(
array
,
 
indiceInicio
,
 
meio
);

			
ordena
(
array
,
 
meio
 
+
 
1
,
 
indiceFim
);

			
merge
(
array
,
 
indiceInicio
,
 
meio
,
 
indiceFim
);

		
}

	
}

	
/**

	* O merge consiste na junção de duas listas já ordenadas.

	* Usa um array auxiliar.

	*

	* @param array

	* @param indiceInicio

	* @param meio

	* @param indiceFim

	*/

	
public
 
void
 
merge
(
T
[]
 
array
,
 
int
 
indiceInicio
,
 
int
 
meio
,
 
int
 
indiceFim
)
 
{

		
T
[]
 
auxiliar
 
=
(
T
[]
)
 
new
 
Comparable
[
array
.
length
]
;

		
//Copiando o trecho da lista que vai ser ordenada

		
for
 
(
int
 
i
 
=
 
indiceInicio
;
 
i
 
<=
 
indiceFim
;
 
i
++
)
 
{

			
auxiliar
[
i
]
 
=
 
array
[
i
]
;

		
}

		
//Índices auxiliares

		
int
 
i
 
=
 
indiceInicio
;

		
int
 
j
 
=
 
meio
 
+
 
1
;

		
int
 
k
 
=
 
indiceInicio
;

		
//Junção das listas ordenadas

		
while
 
(
i
 
<=
 
meio
 
&&
 
j
 
<=
 
indiceFim
)
 
{

			
if
 
(
auxiliar
[
i
]
.
compareTo
(
auxiliar
[
j
]
)
 
<
 
0
)
 
{

				
array
[
k
]
 
=
 
auxiliar
[
i
]
;

				
i
++
;

			
}
 
else
 
{

				
array
[
k
]
 
=
 
auxiliar
[
j
]
;

				
j
++
;

			
}

			
k
++
;

		
}

		
//Append de itens que não foram usados na Junção

		
while
 
(
i
 
<=
 
meio
)
 
{

			
array
[
k
]
 
=
 
auxiliar
[
i
]
;

			
i
++
;

			
k
++
;

		
}

		
//Append de itens que não foram usados na Junção

		
while
 
(
j
 
<=
 
indiceFim
)
 
{

			
array
[
k
]
 
=
 
auxiliar
[
j
]
;

			
j
++
;

			
k
++
;

		
}

	
}

}
 

//teste

```

### Código em Python
```
def
 
mergeSort
(
lista
):

    
if
 
len
(
lista
)
 
>
 
1
:

        
meio
 
=
 
len
(
lista
)
//
2

        
#também é valido: meio = int(len(lista)/2)

        
listaDaEsquerda
 
=
 
lista
[:
meio
]

        
listaDaDireita
 
=
 
lista
[
meio
:]

        
mergeSort
(
listaDaEsquerda
)

        
mergeSort
(
listaDaDireita
)

        
i
 
=
 
0

        
j
 
=
 
0

        
k
 
=
 
0

        
while
 
i
 
<
 
len
(
listaDaEsquerda
)
 
and
 
j
 
<
 
len
(
listaDaDireita
):

            
if
 
listaDaEsquerda
[
i
]
 
<
 
listaDaDireita
[
j
]:

                
lista
[
k
]
=
listaDaEsquerda
[
i
]

                
i
 
+=
 
1

            
else
:

                
lista
[
k
]
=
listaDaDireita
[
j
]

                
j
 
+=
 
1

            
k
 
+=
 
1

        
while
 
i
 
<
 
len
(
listaDaEsquerda
):

            
lista
[
k
]
=
listaDaEsquerda
[
i
]

            
i
 
+=
 
1

            
k
 
+=
 
1

        
while
 
j
 
<
 
len
(
listaDaDireita
):

            
lista
[
k
]
=
listaDaDireita
[
j
]

            
j
 
+=
 
1

            
k
 
+=
 
1

    
return
 
lista

```